# Plectranthus rosulatus
Plectranthus rosulatus là một loài thực vật có hoa trong họ Hoa môi. Loài này được Hedge mô tả khoa học đầu tiên năm 2005.